# M – Morderca
M – Morderca (tytuł oryg. M) – niemiecki dreszczowiec w reżyserii Fritza Langa z 1931, będący pierwszym filmem dźwiękowym niemieckiego twórcy. Fabuła została oparta na autentycznej historii mordercy dzieci – Petera Kürtena, nazywanego „Wampirem z Düsseldorfu”. W głównej roli Hansa Beckerta wystąpił Peter Lorre.

## Fabuła
Akcja toczy się w Berlinie w dwudziestoleciu międzywojennym. W mieście grasuje morderca dzieci. Policja usiłuje go schwytać, jest jednak bezsilna. Na dodatek przestępca nasila swoją działalność i zwiększa liczbę ataków. Przeciwko zbrodniarzowi mobilizuje się też lokalne podziemie przestępcze, które samo chce wymierzyć sprawiedliwość.

## Obsada
- Peter Lorre – Hans Beckert
- Ellen Widmann – pani Beckmann
- Inge Landgut – Elsie Beckmann
- Otto Wernicke – inspektor Karl Lohmann
- Theodor Loos – inspektor Groeber
- Gustaf Gründgens – Schränker
- Friedrich Gnaß – Franz (włamywacz)
- Fritz Odemar – oszust
- Paul Kemp – kieszonkowiec z zegarkami
- Theo Lingen – łotr
- Rudolf Blümner – adwokat Beckerta
- Georg John – ślepiec
- Franz Stein – minister
- Ernst Stahl-Nachbaur – szef policji
- Gerhard Bienert – sekretarz

## Głosy krytyków
W plebiscycie krytyków filmowych, zorganizowanym w 2012 przez czasopismo Brytyjskiego Instytutu Filmowego (BFI) „Sight & Sound”, M – Morderca na 250 ocenianych filmów zajął 56. miejsce.